# Pantoporia kannegieteri
Pantoporia kannegieteri är en fjärilsart som beskrevs av Percy I. Lathy 1913. Pantoporia kannegieteri ingår i släktet Pantoporia och familjen praktfjärilar. Inga underarter finns listade i Catalogue of Life.